# Hibito jezik
Híbito jezik (xíbito, chíbito, íbito, jíbito, xibita, zíbito; ISO 639-3: hib), izumrli jezik porodice hibito-cholon ili cholonan, koji se nekada govorio uz rijeke Huallaga i Bobonaje u Peruu, departman San Martín, u blizini sela Sión i Juanjui. Nestao je negdje od 1825. (Mason, 1950). 
Prema Brintonu koji navodi stare izvore jezik cholon bio je različit od hibitskog jezika. Tessmann (1930) ga smatra miješanim pano-ge jezikom. Loukotka (1935) također vjeruje da je miješan s panoanskim. Nestao je oko 1825. Godine 1851. populacija je iznosila oko 500 u selima i gradovima Tocache, Lamasillo, Isonga i Pisana; danas pripadnici etničke grupe govore jezikom quechua de San Martín ili kastiljskim.
Rječnik je napisao fra José de Araujo.

## Vanjske poveznice
- Ethnologue (14th)
- Ethnologue (15th)